# Hendi Ancich
Hendi Andrew Ancich (* 6. Mai 1937 auf Brač, Jugoslawien, heute Kroatien; † 20. Dezember 2017 in San Pedro, Kalifornien) war ein US-amerikanischer Schiedsrichter im American Football, der von der Saison 1982 bis 1998 in der NFL tätig war. Er trug die Uniform mit der Nummer 115.

## Leben
Als er drei Jahre alt war, wanderte seine Familie in die Vereinigten Staaten aus und ließ sich in San Pedro, Kalifornien, nieder. Ancich spielte High-School- und Semi-Profi-Football. Nach dem Besuch des Harbor College arbeitete Ancich fast 50 Jahre lang als Hafenarbeiter.

## Karriere
Ancich begann im Jahr 1982 seine NFL-Laufbahn als Line Judge in der Crew von Hauptschiedsrichter Red Cashion. Ein Jahr später wechselte er auf die Position des Umpires, wo er den Schiedsrichtergespannen von Pat Haggerty, Jim Tunney und Red Cashion zugeteilt wurde.
Er war im Schiedsrichtergespann beim Super Bowl XXIV im Jahr 1990 in der Crew unter der Leitung von Hauptschiedsrichter Dick Jorgensen. Zudem war er Umpire in den Pro Bowls 1992 und 1998, sowie Ersatz-Umpire im Super Bowl XXI.
Nachdem er zum Ende der Saison 1998 seine Feldkarriere beendet hatte, war er noch sechs Jahre als Replay Official tätig.